# Хуберт ван Ајк
Хуберт ван Ајк (хол. Hubert van Eyck; 1366. (?), Масејк-1426, Гент) био је фламански сликар из школе фламанских примитиваца XV века.
О његовом животу се зна врло мало. Рођен је у бенедиктинском манастиру у Масејку око 1366. Радио је у Фландрији као дворски сликар Војводе од Бургундије. Био је старији брат Јана ван Ајка, који је изазвао револуцију у сликарству употребом уљаних боја. Ово је омогућило израду слика са прецизним детаљима и живим бојама. 
Као најпознатије дело приписује му се приказ мистичног јагњета са Гентског олтара, којег је довршио брат Јан. Сахрањен је у катедрали где је постављен овај олтар (Свети Бавон у Генту).
Отприлике у време свог насељавања, или убрзо након тога, започео је своје једино сачувано документовано дело, Гентски олтар у Светом Баву. Међутим, слика је завршена тек шест година након његове смрти, 1432. године, тако да се и даље много расправља о степену у којем сачувана олтарна слика одражава његово дело, а не онај Јана који ју је преузео. Натпис на оквиру, који је уништен у олуји 1566. године, наводи да је Хуберт ван Ајк „maior quo Nemo reports“ (већи од било кога) започео олтарску слику, али да је Јан ван Ајк – називајући себе „arte Secundus“ (други најбољи у уметности) – завршио је 1432. године.
Пишући 1933. године, историчар уметности Брајсон Бароуз, који је у то време Хуберту приписао диптих Распећа и Последњег суда, описујући га као „извориште северног сликарства“, сугерише да је урадио доњи цртеж за олтарску слику у Генту са сликом Јана после смрти његовог брата. Савремена научна истраживања откривају различите промене између готовог дела и доњих сликаних нивоа и доњег цртежа. Данас се натпис често сматра превеликим братским признањем. С обзиром на околности, олтарска слика у Генту је тешко дело за упоређивање када се процењују друге атрибуције, посебно јер је на њему вероватно радило и неколико других уметника из радионица браће.